# Saerom Park
Saerom Park (* 23. Juni 1981 in Südkorea) ist eine deutsch-koreanische Cellistin, Kammermusikerin und Schauspielerin. Sie ist Solocellistin des Ensemble Resonanz in Hamburg und tritt regelmäßig bei internationalen Musikfestivals auf. 2024 gab sie ihr Schauspieldebüt im Film Sterben von Matthias Glasner.

## Leben und Karriere
Saerom Park wuchs in einer Künstlerfamilie auf und begann im frühen Kindesalter mit dem Klavierspiel. Im Alter von zwölf Jahren entdeckte sie das Violoncello für sich. Nach mehreren Wettbewerbserfolgen in Südkorea debütierte sie als Solistin mit fünfzehn Jahren beim Moskauer Kammerorchester.
Mit siebzehn Jahren zog Park nach Deutschland, um bei Young-Chang Cho und Andreas Reiner an der Folkwang Universität der Künste in Essen zu studieren. Während ihres Studiums gründete sie und spielte bis 2007 im Trio Image, mit dem sie den dritten Preis sowie den Publikumspreis beim internationalen Wettbewerb Franz Schubert und die Musik der Moderne in Graz gewann. Weitere künstlerische Impulse erhielt sie unter anderem von Boris Pergamenschikow, Bernard Greenhouse, Hatto Beyerle und Vladimir Mendelssohn.
Park trat als Solistin und Kammermusikerin bei Festivals wie dem Musikfest Berlin, der Schubertiade, Wien Modern, dem Pablo Casals Festival in Prades, der Biennale di Venezia und dem Kronberg Festival auf. Ihre Aufnahmen erschienen bei Labels wie Harmonia Mundi, WERGO, Kairos und Pentatone.
Seit 2009 ist sie Solocellistin des Ensemble Resonanz, dem Residenzensemble der Elbphilharmonie Hamburg. Gemeinsam mit dem Ensemble entwickelte sie genreübergreifende Konzertformate, die Musik von der Frühzeit bis zur Gegenwart einbeziehen.
Im Jahr 2024 spielte Park im Spielfilm Sterben von Matthias Glasner die Rolle der Mi-Do.

## Weitere Tätigkeiten
Neben ihrer musikalischen Laufbahn beschäftigt sich Saerom Park intensiv mit Fotografie. Sie beschreibt die Fotografie als eine alternative Form der Komposition und Beobachtung. Ihre Arbeiten entstehen vorwiegend mit dem iPhone und erfassen Strukturen, Lichtverhältnisse und intime Momente.
Gemeinsam mit dem Pianisten Yannick Rafalimanana und dem Architekten Daniel Luchterhandt initiierte sie die Konzertreihe Quartierklänge.
Park spielt ein Violoncello von Andrea Stanzer (1722 Genua), das ihr als Leihgabe eines privaten Unterstützers zur Verfügung gestellt wird.